# Historia de la longitud

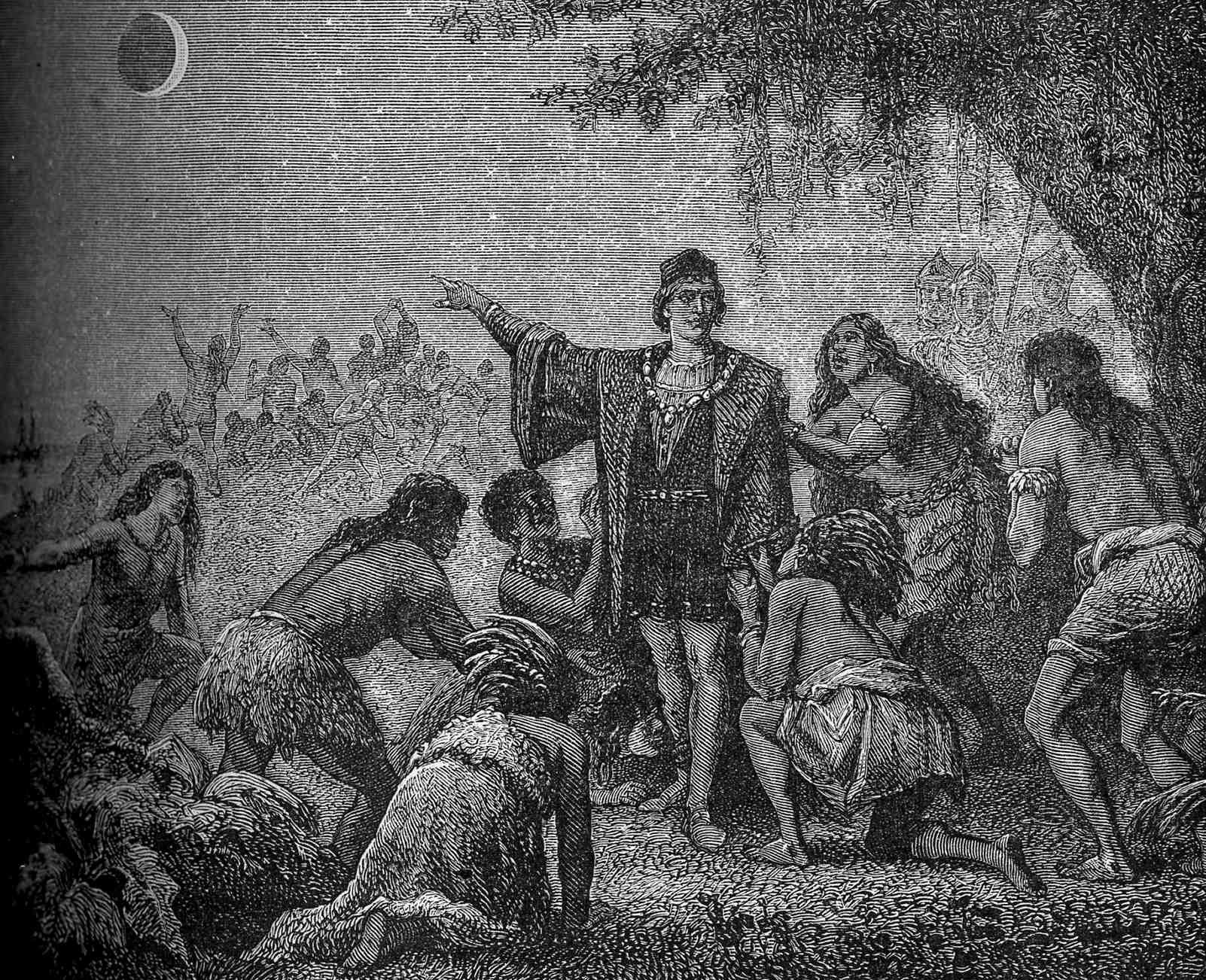
Eclipse de luna de Jamaica de 1504 utilizado para el cálculo de la longitud.

La  historia de la longitud  es un registro del esfuerzo realizado por parte de navegantes 
y científicos durante varios siglos para conseguir un medio eficaz para la determinación de la longitud geográfica.
La medición de la longitud es importante tanto para la cartografía como para la navegación. Históricamente, la aplicación práctica más importante fue proporcionar una navegación segura a través del océano, lo que requiere el conocimiento de las dos coordenadas del buque (su latitud y su longitud). Encontrar un método de determinación de la longitud costó siglos y requirió la participación de algunas de las más grandes mentes científicas de distintas épocas.

## Historia antigua

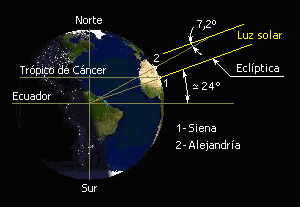
El cálculo del radio de la Tierra de Eratóstenes, primer paso para expresar la longitud en el sistema por él propuesto.

Eratóstenes en el siglo III a. C. propuso por primera vez un sistema con latitudes y longitudes para mostrar un mapa del mundo. En el siglo II a. C., Hiparco de Nicea fue el primero en utilizar este sistema para especificar lugares de la Tierra de forma unívoca. También propuso un sistema para determinar la longitud mediante la comparación de la hora local de un lugar con un tiempo absoluto. Este fue el primer reconocimiento de que la longitud puede ser determinada por el conocimiento exacto del tiempo. En el siglo XI Al-Biruni creía que la Tierra giraba sobre su eje, y esto equivale a nuestra noción moderna de la relación entre el tiempo y la longitud.

## El problema de la longitud
Determinar la longitud en tierra era relativamente fácil en comparación con la tarea que había que hacer en el mar. Una superficie estable para trabajar, un lugar cómodo para vivir mientras se lleva a cabo la tarea y la capacidad de repetir las medidas a lo largo del periodo de tiempo que se necesita, permiten una gran precisión. Obviamente, todo lo que se pudiera descubrir para la solución del problema en el mar mejoraría la determinación de la longitud en tierra.
La determinación de la latitud era relativamente fácil, ya que se podía deducir a partir de la altura del Sol sobre el horizonte al mediodía con la ayuda de una tabla, indicando la declinación del Sol para ese día. Para intentar conocer la longitud, los primeros navegantes tenían que basarse en la navegación por estima, un sistema muy poco preciso en viajes largos y sin tierra a la vista, lo cual era bastante peligroso.
Para evitar problemas por no saber con exactitud la posición, los navegantes se basaron, siempre que era posible, en el aprovechamiento del conocimiento de la latitud. Navegaban hacia la latitud de su destino, y una vez alcanzada, viraban hacia su destino y seguían una línea de latitud constante. Este procedimiento se conocía como navegación a rumbo occidental (hacia el oeste) o a rumbo oriental (hacia el este). Esto impedía que un barco siguiera la ruta más directa (un círculo máximo) o una ruta con los vientos y las corrientes más favorables, alargando el viaje días o incluso semanas, y aumentando la probabilidad de que las raciones se acabaran, lo que podría llevar a la mala salud o incluso la muerte para los miembros de la tripulación debido al escorbuto o el hambre, con el riesgo resultante para la nave.
Los errores en la navegación en numerosas ocasiones se traducían en naufragios. Motivados por una serie de catástrofes marítimas atribuibles a errores graves en el cálculo de la posición en el mar (desastres de gran repercusión pública, sobre todo como el desastre naval de las Sorlingas de 1707, en el que el almirante Sir Cloudesley Shovell perdió cuatro navíos de guerra), el Gobierno Británico estableció la Junta de Longitud en 1714:

"El conocimiento de la longitud es de gran importancia para la seguridad de la Armada y de los buques mercantes de Gran Bretaña; así como para la mejora del Comercio, dado que muchos navíos por desconocer su posición se han retrasado en sus viajes, y muchos se perdieron ... Y habrá recompensas para la persona o personas que descubran un método para el cálculo de la Longitud."

Los premios debían ser concedidos por el descubrimiento y demostración de un método práctico para determinar la longitud de un barco en el mar. Se ofrecieron en cantidades crecientes de acuerdo con la exigencia de soluciones de precisión cada vez mayor. Estos premios, por un valor equivalente a millones de dólares en moneda de hoy, motivaron a muchos a buscar una solución.
Gran Bretaña no estaba sola en el deseo de resolver el problema. El rey de Francia Luis XIV fundó la Academia de Ciencias de Francia en 1666. Se le encomendó, entre una amplia gama de otras actividades científicas, el avance de la ciencia de la navegación y la mejora de mapas y cartas de navegación. Desde 1715, la Academia ofreció uno de los dos Prix Rouillés específicamente para la navegación. Felipe II de España ofreció un premio por el descubrimiento de una solución al problema de la longitud en 1567; en 1598 su hijo Felipe III aumentó el premio. Holanda se sumó al esfuerzo con un premio ofrecido en 1636. Navegantes y científicos de la mayoría de países europeos estaban al corriente del problema y participaron en la búsqueda de una solución. Debido al esfuerzo internacional en la solución del problema y la escala de la empresa, se puede considerar que el cálculo de la longitud representa uno de los mayores esfuerzos científicos de la historia.

## Tiempo igual a longitud
Dado que la Tierra gira a una velocidad constante de 360° por día, o 15° por hora, en el tiempo sidéreo existe una relación directa entre el tiempo y la longitud. Si el navegante puede conocer con antelación la hora en el puerto de salida de algún acontecimiento que él mismo también pueda observar unos días después (por ejemplo, un determinado suceso astronómico) y también sabe la hora a la que en su barco se observa dicho acontecimiento, la diferencia entre la hora en tierra y la hora en la nave le dará la posición relativa de la nave con respecto a tierra. Conocer el tiempo local aparente es relativamente fácil. El problema, en última instancia, fue la forma de conocer a gran distancia la hora exacta del puerto de partida.

## Métodos propuestos para determinar el tiempo
La primera publicación de un método para determinar el tiempo mediante la observación de la posición de la Luna fue realizada por Johannes Werner en su obra In hoc opere haec continentur Nova translatio primi libri geographiae Cl. Ptolomaei, publicada en Núremberg en 1514. El método fue analizado en detalle por Petrus Apianus en su Liber Cosmographicus (Landshut, 1524).
Parece ser que Johannes Werner se inspiró en una carta de Américo Vespucio escrita en 1502, donde comentaba que: "...Yo sostengo que aprendí [a calcular mi longitud] ... a partir de los eclipses y conjunciones de la Luna con los planetas; y he perdido muchas noches de sueño en la conciliación de mis cálculos con los preceptos de aquellos sabios que elaboraron los manuales y escritos de los movimientos, las conjunciones, aspectos y eclipses de las dos luminarias y de las estrellas errantes, como el sabio rey don Alfonso en sus Tablas, Johannes Regiomontano en su almanaque, y Blanchinus, y el Rabbi Zacuto en su almanaque, que es perpetuo; y cuyas tesis fueron compuestas en diferentes meridianos: el libro del rey Don Alfonso en el meridiano de Toledo, Johannes Regiomontano en el de Ferrara, y los otros dos de ellos en Salamanca. El mejor "reloj" para utilizar como referencia son las estrellas. En los alrededor de 27,3 días solares de una órbita lunar, la Luna se mueve 360 grados alrededor del cielo, volviendo a su antigua posición entre las estrellas. Se trata de 13 grados por día, o poco más de 0,5 grados por hora. Así, mientras que la rotación de la Tierra hace que las estrellas y la luna parecen moverse de este a oeste a través del cielo de la noche, la Luna, a causa de su propia órbita alrededor de la Tierra, se libra de este movimiento aparente, y parece moverse hacia el este (o retrógrada) en alrededor de 0,5 grados por hora. En otras palabras, la Luna "se mueve" al oeste solo 11,5 grados por hora".

### Propuesta de Galileo: Lunas de Júpiter
El 1612, después de haber determinado los períodos orbitales de las cuatro lunas más brillantes de los satélites (Io, Europa, Ganímedes y Calisto), Galileo propuso que con un conocimiento suficientemente preciso de sus órbitas se podría utilizar su posición como un reloj universal, que haría posible la determinación de la longitud, y trabajó ocasionalmente en este problema durante el resto de su vida.
Para tener éxito, este método requiere la observación de las lunas desde la cubierta de un barco en movimiento. Para ello, Galileo propuso el celatone, un dispositivo en forma de casco con un telescopio acoplado para poder acomodar el movimiento del barco y el del observador a bordo. Este sistema fue reemplazado más tarde por dos semiesferas separadas por un baño de aceite. Esto proporcionaría una plataforma que permitía al observador permanecer inmóvil mientras el barco se balanceaba por debajo de él, en la forma de una suspensión Cardán. Para establecer la determinación del tiempo a partir de las posiciones observadas de las lunas, se disponía de un Jovilabe (se trataba de una calculadora analógica que permitía deducir la hora a partir de las posiciones astronómicas y que debe su nombre a sus similitudes con un astrolabio). Los problemas prácticos fueron considerables, y el método no se llegó a utilizar en el mar. Sin embargo, sí fue utilizado para la determinación de la longitud en tierra firme.

### Propuestas de Halley: Ocultaciones lunares, Desviación magnética
Alrededor de 1683, Edmund Halley propuso utilizar un telescopio para observar el momento de la ocultación o acercamiento de una estrella por la luna como un medio para determinar el tiempo en el mar.
Tras la muerte de John Flamsteed, en su cargo de nuevo Astrónomo Real Halley había emprendido la tarea de observar las posiciones estelares y la trayectoria de la luna con la intención de complementar los conocimientos existentes y avanzar en su propuesta para determinar la longitud. En ese momento, había abandonado el uso de las ocultaciones, prefiriendo las aproximaciones exclusivamente. Halley no dio a conocer los motivos para el abandono de las ocultaciones; sin embargo, hay pocas estrellas brillantes ocultadas por la Luna y la tarea de documentar las posiciones de las estrellas débiles y la formación de los navegantes para reconocerlas habría sido una tarea de enormes proporciones. Usar las aproximaciones de la Luna a estrellas brillantes era un método evidentemente más práctico.
Aunque se había probado el método en el mar, nunca fue utilizado ampliamente ni se consideró como un método viable. Sin embargo, sus observaciones contribuyeron posteriormente al desarrollo del método de las distancias lunares.
Halley también esperaba que la observación cuidadosa de la declinación magnética se podría emplear para determinar la longitud. Sin embargo, el campo magnético de la Tierra no se entendía bien en aquella época. Los marineros habían observado durante siglos que el norte magnético se desviaba del norte geográfico en muchos lugares (se ha dicho que Cristóbal Colón fue el primero en reportar el fenómeno, pero esto es inexacto). Halley y otros esperaban que el patrón de desviación, si era coherente, se podría utilizar para determinar la longitud.
Si la desviación medida coincidía con la registrada en un gráfico, se podría deducir la posición. Halley utilizó sus viajes en el pingue Paramour para estudiar la variación magnética y fue capaz de proporcionar mapas que muestran las isógonas magnéticas o líneas de Halley. Este método fue finalmente un fracaso, ya que las variaciones localizadas de las tendencias magnéticas generales que el método proporcionaba eran poco fiables.

### Propuesta de Mayer: Método de las distancias lunares
Como ya se ha señalado, la primera publicación de un método para determinar el tiempo mediante la observación de la posición de "nuestra luna", fue realizada por Johannes Werner en 1514. Un francés, Sieur de St. Pierre, puso este método en conocimiento de Carlos II de Inglaterra en 1674. Entusiasta de la técnica propuesta, el rey estaba en contacto directo con sus comisionados reales, entre los que figuraba Robert Hooke, quien a su vez consultó al astrónomo John Flamsteed. Flamsteed apoyó la viabilidad del método, pero lamentó la falta de conocimiento detallado de las posiciones estelares y del movimiento de la luna. El rey Carlos respondió aceptando la sugerencia de Flamsteed para la creación de un observatorio, y Flamsteed fue nombrado como el primer astrónomo real. Con la creación del Observatorio de Greenwich, se implementó un programa para medir las posiciones de las estrellas con alta precisión, y se puso en marcha el proceso para desarrollar un método de trabajo sobre las distancias lunares. Para reforzar aún más la capacidad de los astrónomos de predecir el movimiento de la luna, se aplicó la teoría de la gravedad de Isaac Newton.
El astrónomo alemán Tobias Mayer había estado trabajando en el método de las distancias lunares para determinar con precisión longitudes en tierra firme. Había mantenido correspondencia con Leonhard Euler, que aportó información y las ecuaciones necesarias para describir los movimientos de la luna. Con estos estudios, Mayer había producido un conjunto de tablas de predicción de la posición de la Luna más precisas hasta ese momento. Estas tablas fueron enviadas a la Junta de Longitud para su evaluación y consideración para recibir el premio ofrecido. Con estas tablas, y después de sus propios experimentos en el mar utilizando el método de las distancias lunares, Nevil Maskelyne propuso la publicación anual de las predicciones de la distancia lunar en un almanaque náutico oficial para localizar la longitud en alta mar con medio grado de precisión.
Siendo un defensor entusiasta del método de la distancias lunares, Maskelyne y su equipo de calculistas trabajaron febrilmente durante todo el año 1766 en la preparación de tablas para el nuevo Almanaque Náutico y de Efemérides Astronómicas. Publicado por primera vez con datos del año 1767, incluía tablas diarias de las posiciones del Sol, la Luna y los planetas y otros datos astronómicos, así como tablas de distancias lunares, con la distancia de la Luna desde el Sol y respecto a una nueva serie de estrellas propicias para las observaciones lunares (diez estrellas en los primeros años).

Esta publicación se convirtió posteriormente en el almanaque estándar para los navegantes de todo el mundo. Al estar sus datos basados en el Observatorio Real de Greenwich, esto llevó años después a la adopción del Tiempo Medio de Greenwich como un estándar internacional.

### Propuesta de Harrison: Cronómetro marino

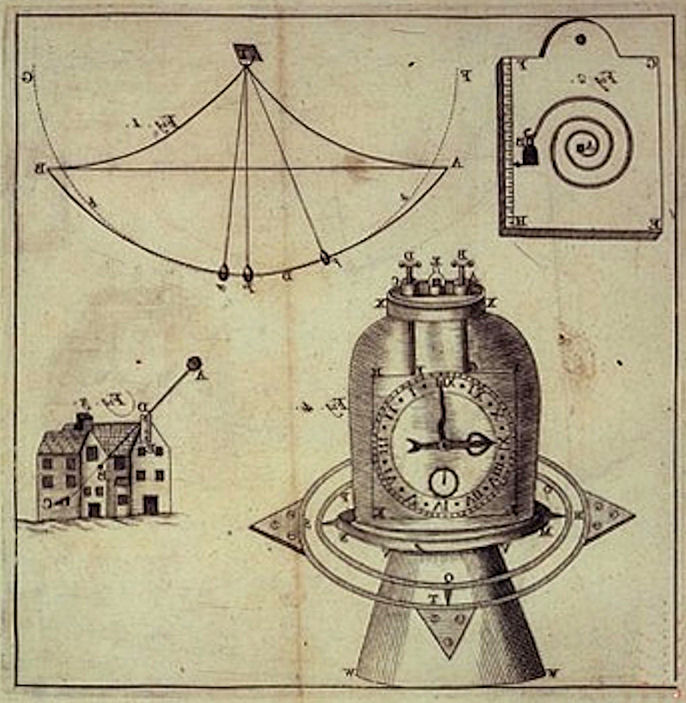
Cronómetro marino de Jeremy Thacker.

Otra solución propuesta era usar un reloj mecánico capaz de mantener la hora correcta de un lugar de referencia para llevarlo a bordo de un barco. El concepto de usar un reloj puede ser atribuido a Gemma Frisius.
Ya se habían realizado intentos en tierra mediante relojes de péndulo con cierto éxito. En particular, Christiaan Huygens había desarrollado relojes de péndulo que permitían determinar con precisión la longitud en tierra. También planteó el uso de muelles para regular la marcha de los relojes, aunque existe una cierta controversia sobre si fue él o fue Robert Hooke el primero en proponer esta idea. Sin embargo, influyentes científicos como por ejemplo Isaac Newton, se mostraron pesimistas acerca de que se pudiese desarrollar un reloj con la precisión requerida. En aquella época no había relojes capaces de mantener la hora exacta mientras eran sometidos a las condiciones de un barco en movimiento. Los movimientos de cabeceo y de guiñada, junto con los golpes de viento y las olas, impedían que los relojes existentes hasta el momento pudiesen mantener la hora correcta.
A pesar de este pesimismo, un pequeño grupo de científicos e inventores consideró que la respuesta estaba en el cronómetro, para lo que se debía emprender el desarrollo de un medidor de tiempo mejorado que pudiera funcionar correctamente incluso en largos viajes marinos. Este considerable problema tecnológico fue resuelto en 1760 por John Harrison (en sus orígenes, un carpintero de Yorkshire, que a base de tesón acabó convirtiéndose en un especializado en el diseño y construcción de relojes de precisión) con su cronómetro marino; reloj que más tarde fue conocido como H-4.
A lo largo de más de 30 años, Harrison construyó cinco cronómetros, dos de los cuales fueron probados en el mar. Su primer modelo, el H-1, no fue probado en las condiciones requeridas por la Junta de Longitud. En cambio, realizó pruebas con el Almirantazgo en un viaje de ida y vuelta a Lisboa. El reloj se comportó de manera excelente, pero el perfeccionismo de Harrison le impidió enviarlo a la prueba obligatoria en un viaje hasta las Indias Occidentales. En su lugar, se embarcó en la construcción del H-2. Este cronómetro nunca fue probado en el mar, y fue seguido inmediatamente por el H-3. No satisfecho todavía con su trabajo, Harrison produjo el H-4, que superó las pruebas en el mar y cumplió todos los requisitos para el Premio de la Longitud. Sin embargo, se pusieron objeciones al estricto cumplimiento de algunas de las condiciones del concurso, y no fue galardonado con el premio, viéndose obligado a luchar por su recompensa.
Aunque el Parlamento Británico finalmente le recompensó por su cronómetro marino en 1773, el uso de sus cronómetros tardó mucho en generalizarse. Desarrollos posteriores como los cronómetros de Thomas Earnshaw eran adecuados para el uso náutico general hacia el final del siglo XVII, pero continuaban siendo muy caros y el método de las distancias lunares se siguió utilizando durante varios decenios.

## ¿Distancias lunares o cronómetros?

La longitud relativa a una posición (Greenwich) se puede calcular con la posición del sol y el tiempo de referencia (UTC/GMT).

El método de la distancias lunares era inicialmente arduo de utilizar, debido al tiempo que había que invertir por la complejidad de los cálculos de posición lunar. Los primeros ensayos del método podían costar cuatro horas de esfuerzo. Sin embargo, la publicación del Almanaque Náutico a comienzos de 1767, proporcionó tablas precalculadas de distancias de la Luna a diversos objetos celestes en intervalos de tres horas para cada día del año. Esto hizo que el proceso fuese mucho más práctico, reduciendo el tiempo de los cálculos a menos de 30 minutos e incluso a solo diez minutos con algunos métodos de tablas más eficientes. Las distancias lunares se utilizaron ampliamente en el mar desde 1767 hasta 1850.
Entre 1800 y 1850 (primero los navegantes británicos y franceses, más tarde en Estados Unidos, Rusia y otros países), cronómetros marinos asequibles y fiables estuvieron disponibles, reemplazando el método lunar. Era posible comprar dos o más cronómetros relativamente baratos, pudiendo servir como control el uno del otro, en lugar de adquirir un simple y caro sextante de calidad suficiente para la navegación por el método lunar.
En 1850, la gran mayoría de navegantes de alta mar en todo el mundo había dejado de utilizar el método de las distancias lunares. Sin embargo, expertos navegantes continuaron usándolo hasta una fecha tan tardía como 1905, aunque para la mayoría de ellos era un ejercicio, ya que fue un requisito académico para obtener ciertas licencias en la marina. También continuó en uso en la exploración de territorios y en cartografía, donde los cronómetros en condiciones muy duras no siempre podían estar seguros. El Almanaque Náutico Británico publicó tablas de distancias lunares hasta 1906 y las instrucciones hasta 1924. Estas tablas aparecieron por última vez en el Almanaque Náutico USNO de 1912, aunque un apéndice que explica cómo generar valores únicos de distancias lunares se publicó en una fecha tan tardía como la década de 1930. La presencia de tablas de distancia lunar en estas publicaciones hasta principios del siglo XX no implica su uso común hasta esa época; fue simplemente una necesidad, debido a algunos requisitos académicos para la obtención de licencias, que pronto quedarían obsoletos. El desarrollo de la tecnología de señales horarias telegráficas inalámbricas a mediados del siglo XX, utilizada en combinación con cronómetros marinos, puso el punto final al uso de las tablas de distancias lunares.

## Soluciones modernas
La señal horaria se emitió por primera vez por telegrafía en 1904, siendo la Marina de los EE. UU. quien inició este sistema desde la Navy Yard en Boston. Otra emisión regular comenzó en Halifax, Nueva Escocia en 1907, y las señales horarias que llegaron a ser más utilizadas fueron las difundidas desde la Torre Eiffel a partir de 1910. A medida que los barcos adoptaron el telégrafo para las comunicaciones, comenzaron a recibir señales horarias a bordo para ajustar sus cronómetros. Este método redujo drásticamente la importancia de las distancias lunares como medio de verificación de los cronómetros.
Los marinos modernos tienen una serie de opciones para determinar la información exacta de su posición, incluyendo el radar y el Sistema de Posicionamiento Global, conocido comúnmente como GPS, un sistema de navegación por satélite. Con refinamientos técnicos que fijan la posición con una precisión de metros, las señales de radio basadas en el Sistema LORAN también están ganando una considerable popularidad. La combinación de métodos independientes se utiliza como una forma de mejorar la exactitud en la determinación de posiciones fijas. Sin embargo, incluso con la disponibilidad de varios métodos modernos de determinación de posición, el cronómetro marino y el sextante suelen llevarse en los buques como un sistema adicional de seguridad.

## Otras mejoras para la longitud en tierra
Para determinar la longitud en tierra firme, el método preferido fue el intercambio de cronómetros entre observatorios para determinar con precisión las diferencias en tiempo locales, en relación con la observación del tránsito astronómico de paso de las estrellas a través del meridiano de cada lugar.
Un método alternativo fue la observación simultánea de la ocultación de estrellas en diferentes observatorios. Dado que el evento sucede en un momento conocido, proporciona un medio exacto para determinar la longitud. En algunos casos, se organizaron expediciones especiales para observar una ocultación o un eclipse concretos con el objeto de determinar la longitud de un lugar que carecía de un observatorio permanente.
Desde mediados del siglo XIX, el telégrafo permitió sincronizar con gran precisión las observaciones de estrellas. Este sistema mejoró significativamente la precisión de las mediciones de longitud. El Real Observatorio de Greenwich y el Servicio Geodésico Nacional de los Estados Unidos coordinaron a escala internacional las campañas de medición de la longitud de América del Norte en las décadas de 1850 y 1860, con el resultado de una mejora en la precisión de los mapas y en la seguridad de la navegación. La sincronización mediante el uso de señales de radio continuó durante el siglo XX. En la década de 1970, la utilización de satélites fue desarrollada para medir con más precisión las coordenadas geográficas, con la posterior generalización del uso de los GPS (sistemas de posicionamiento global).

## Contribuciones de científicos notables
En el proceso de búsqueda de una solución al problema de determinar la longitud, muchos científicos realizaron notables aportaciones al conocimiento de la astronomía y la física.
- Galileo - Estudios detallados de las lunas de Júpiter, lo que demostró la afirmación de Ptolomeo de que no todos los objetos celestes orbitan alrededor de la Tierra.
- Robert Hooke - Determinación de la relación entre las fuerzas y desplazamientos en los muelles, sentando las bases para la teoría de la elasticidad.
- Jacob Bernoulli, con mejoras de Leonhard Euler - Invención del cálculo de variaciones para la solución de Bernoulli al problema de la braquistócrona (encontrar la forma de la trayectoria de un péndulo con un periodo que no varíe con el grado de desplazamiento lateral). Este refinamiento permitió mejorar la precisión de los relojes de péndulo.
- John Flamsteed y muchos otros - Formalización de las observaciones astronómicas a través de la instalación de observatorios astronómicos, continuando el avance de la astronomía como una ciencia.
- José de Mendoza y Ríos - Oficial de la marina española que creando unas tablas de Haversine, logrò reducir el tiempo del cálculo de la longitud por las distancias lunares  de "horas" a unos minutos
- John Harrison - Invención del péndulo de parrilla bimetálico, junto con otros estudios sobre el comportamiento térmico de los materiales. Esto contribuyó a la evolución de la mecánica de sólidos. La invención de los rodamientos cilíndricos, también contribuyó a mejoras en los diseños de ingeniería mecánica.